# Jolly Nero
La motonave Jolly Nero (già Maersk Alaska, ex SP5 Eric G.Gibson, ex Adrian Maersk, ex Axel Maersk) è stata una Con-Ro Container della società di navigazione Ignazio Messina & C.  acquisita dalla compagnia italiana nel 2006 e radiata per la demolizione nel novembre 2014.

## Costruzione

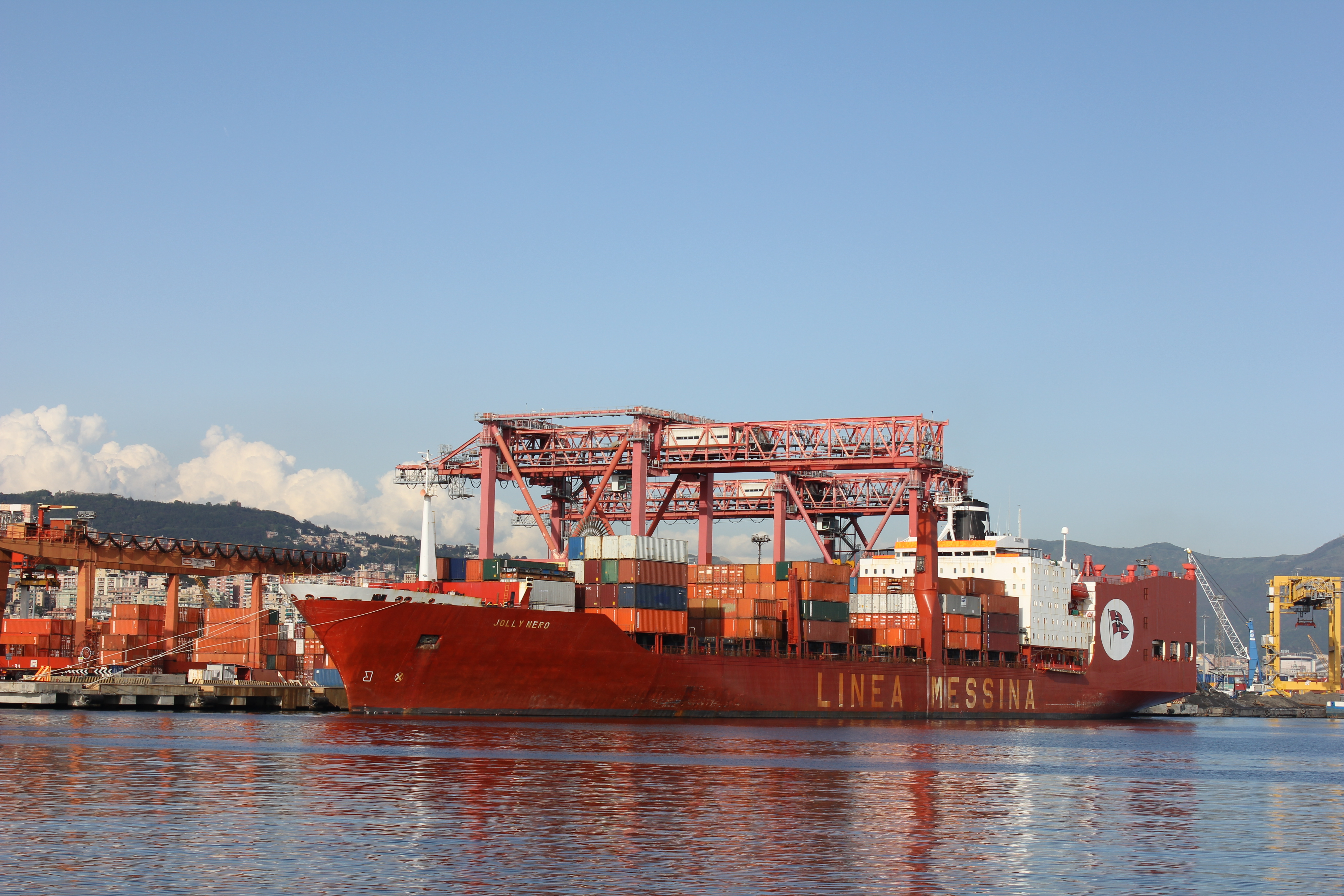
La Jolly Nero ormeggiata al terminal Messina nel porto di Genova.

La nave fu costruita nel 1976, prestando servizio per trent'anni con la compagnia di navigazione Maersk, aveva una gemella anch'essa facente parte della flotta Messina, la Jolly Arancione, entrambe facenti parte di una classe di nove portacontainer veloci costruite per la Maersk nel decennio 1970 e delle quali la Adrian Maersk, nome di battesimo iniziale per questa nave, è la capoclasse. Durante questo periodo la compagnia iniziò quella che il suo sito ufficiale definisce una "pietra miliare", cioè il passaggio dalle navi portarinfuse alle portacontainer che, vista la rilevanza della compagnia stessa in termini di flotta, avrebbe determinato una tendenza nuova nella movimentazione delle merci, con un investimento iniziale di 2 milioni di corone danesi e che a stretto giro avrebbe comportato anche un pesante aggiornamento delle strutture portuali in termini di attrezzature e di gestione della logistica.

## Servizio
Varata per il gruppo Maersk, ha fatto servizio con vari nomi. Nel 1984 la nave fu dotata di una sovrastruttura aggiuntiva a poppa per permettere il carico di mezzi rotabili e le due turbine a vapore, che permettevano all'unità di raggiungere i 26 nodi, furono sostituite da un motore Diesel a due tempi reversibile. La nave venne noleggiata dal 1994 al 1999 al governo degli Stati Uniti d'America col nome di USNS SP5 Eric G. Gibson (T-AK-5091), quindi nei ruoli del dipartimento della marina, in funzione di nave da carico secco, intitolata ad un soldato decorato con la Medal of Honor caduto in combattimento ad Isolabella in Italia; ha prestato servizio nel Maritime Prepositioning Ship Squadron Three, dipendente dal Military Sealift Command che assicurava il trasporto pesante nell'area dell'Oceano Pacifico per il Corpo dei Marine e l'Esercito. Ripreso il servizio nel gruppo Maersk nel giugno 1999 come Maersk Alaska, venne venduta alla Linea Messina nel 2006 e ribattezzata Jolly Nero.

### Incidente della torre piloti di Genova
Alle 23.05 del 7 maggio 2013 la Jolly Nero, durante la manovra di uscita dal porto di Genova diretta a Napoli e poi in vari porti del Mar Mediterraneo, del Mar Rosso e ad Abu Dhabi, mentre procedeva accompagnata da due rimorchiatori, il Genua e lo Spagna con la poppa avanti in attesa di ruotare nel bacino di evoluzione ed uscire dal porto di prua, ha urtato e abbattuto la torre piloti (alta 54 metri) costruita nel 1996 causando 9 morti e 4 feriti e rendendosi responsabile della tragedia della torre dei piloti di Genova.
Il giorno 15 maggio nella cattedrale di San Lorenzo, l'arcivescovo di Genova Angelo Bagnasco ha celebrato i funerali di Stato delle vittime con la presenza del presidente della Repubblica Italiana, Giorgio Napolitano e delle più alte cariche dello stato.
Il corpo della nona vittima, dato inizialmente per disperso, è stato ritrovato la sera del 17 maggio.
44°23′58″N 8°55′29″E

#### Vittime

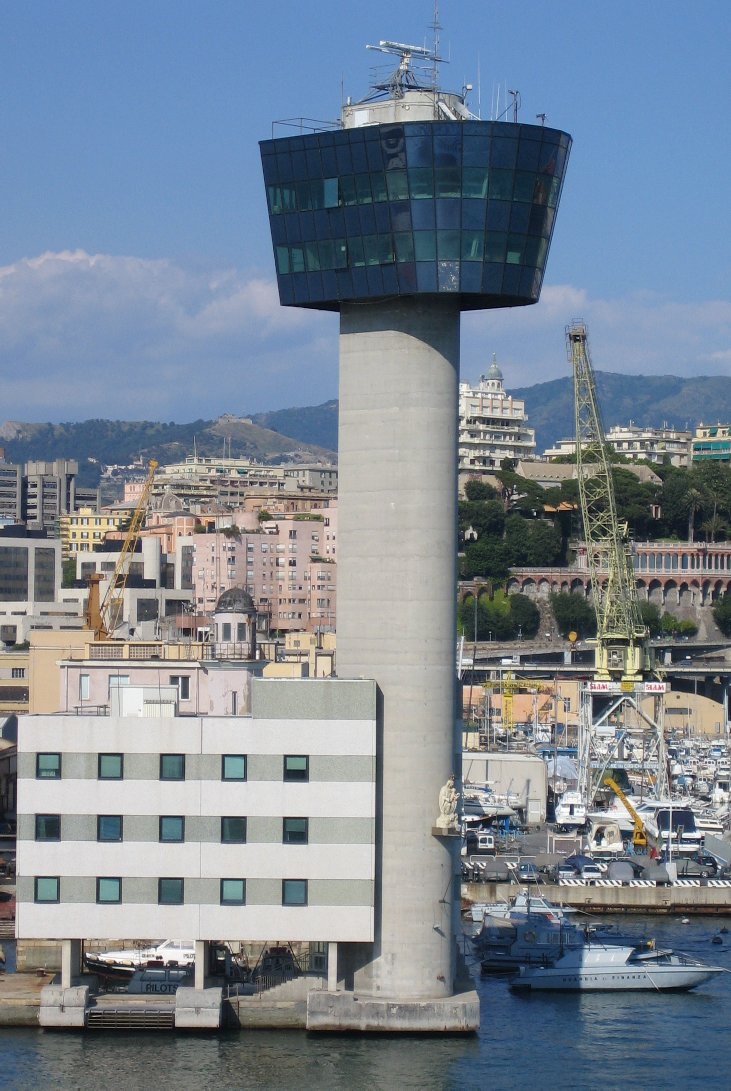
Torre di controllo del porto di Genova come appariva prima dell'incidente e crollo del 7 maggio 2013.

- operatore radio dei rimorchiatori Sergio Basso, 50 anni, di Vernazza (SP)[16].
- operatore radio dei piloti Maurizio Potenza, 50 anni, di Genova.
- pilota Michele Robazza, 44 anni, di Pistoia[17]
- capo di prima classe Francesco Cetrola, 38 anni, di Santa Marina (SA).
- capo di prima classe Marco de Candussio, 39 anni di Fornaci di Barga (LU)[18][19].
- sottocapo di prima classe Davide Morella, 33 anni di Biella[20].
- sottocapo di seconda classe Giuseppe Tusa, 30 anni, di Milazzo (ME).
- sottocapo di terza classe Daniele Fratantonio, 30 anni, di Rapallo (GE).
- sergente Giovanni Iacoviello, 35 anni, di Carrara[21]

#### Feriti
- tenente di vascello Enea Pecchi, 40 anni, di Pavia.
- sottocapo di 1ª classe Raffaele Chiarlone, 36 anni, di Cuneo.
- sottocapo di 1ª classe Giorgio Meo, 35 anni, di Taranto.
- sottocapo di 2ª classe Gabriele Russo, 32 anni, di Messina.

Il crollo della palazzina e della torre hanno inoltre interessato una pilotina del Corpo piloti, semi affondata e rovesciata su un fianco, e un mezzo navale della Guardia di Finanza.

#### Responsabilità
Vengono immediatamente indagati il comandante della nave, Roberto Paoloni, e il pilota Antonio Anfossi. Nel giugno 2013 vengono indagati Andrea Gais, presidente del gruppo Messina (in quanto legale rappresentante della società), il primo ufficiale Lorenzo Repetto, il direttore di macchina Franco Giammoro e il terzo ufficiale Cristina Vaccaro che erano sulla nave da carico insieme a Paoloni. A seguito di varie denunce della famiglia di una delle vittime la procura apre altri due filoni di inchiesta a carico dei progettisti e collaudatori della torre e nei confronti di capitaneria di porto e autorità portuale.
Al processo in corso a Genova, nell'udienza del 16 gennaio 2017 il pubblico ministero chiede la condanna a 20 anni e 7 mesi di reclusione per il comandante Paoloni (omicidio colposo plurimo, crollo di costruzioni, attentato alla sicurezza dei trasporti e falso) e 17 anni per Giampaolo Olmetti, delegato all'armamento della società (stessi capi di imputazione salvo il falso). Nell'udienza del 25 gennaio 2017 vengono formalizzate le richieste di condanna per gli altri imputati, in particolare 10 anni e 6 mesi per Giammoro e Repetto e 8 mesi per Vaccaro.